# Uniwersytet Tuluza II – Le Mirail
Uniwersytet Toulouse II – Jean Jaurès (do 2014 'le mirail') jest jednym z trzech uniwersytetów w Tuluzie, obok Uniwersytetu I - Capitole oraz Uniwersytetu Tuluza III - Paul Sabatier. Specjalizuje się w naukach humanistycznych. Jego główna siedziba mieści się w dzielnicy Tuluzy – Mirail. Uniwersytet został założony w 1971, jednak został on zbudowany na bazie Uniwersytetu w Tuluzie, który był założony w 1229. Od 2006 rektorem uczelni jest Jean-Michel Minovez. Uniwersytet zatrudnia 725 osób. Na kampus w Tuluzie uczęszcza około 11 tys. studentów, jednak cały uniwersytet skupia aż 23 117 studentów licząc również oddziały w innych krajach. 
Uniwersytet Toulouse II – Le Mirail od 10 lat współpracuje z Wyższą Szkołą Gospodarki. W wyniku tej współpracy powstała oferta podwójnego dyplomowania na kierunku Turystyka i rozwój.